# ARBRES
Pour les articles homonymes, voir Arbre (homonymie).
A.R.B.R.E.S., acronyme d'« Arbres Remarquables : Bilan, Recherche, Études et Sauvegarde », est une association loi de 1901 fondée en 1994, avec pour objectif de protéger, sauvegarder et favoriser les recherches d'arbres remarquables en France. Elle se consacre à leur recensement, leur étude et leur sauvegarde. Depuis 2000, l’association a pour mission d'attribuer le label Arbre remarquable de France aux particuliers et collectivités œuvrant pour la sauvegarde d'arbres exceptionnels,. Depuis 2013, elle délivre un deuxième label nommé Ensemble arboré remarquable pour les groupements d'arbres remarquables.
L'association participe à de nombreux événements contribuant à la valorisation et à la sauvegarde du patrimoine arboré : comités interprofessionnels, congrès national A.R.B.R.E.S., colloques thématiques, concours de l'arbre de l'année français et européen, expositions, films, ciné-débats, conférences, visites guidées, marches, fêtes et festivals,…,,.
L'association est à l'initiative d'une Déclaration des Droits de l'Arbre #dda, proclamée en 2019 lors d'un colloque sur la protection des arbres à l'Assemblée Nationale. Une page de bon sens en mots simples qui rappellent les valeurs et la vulnérabilité des arbres pour une meilleure cohabitation avec l'homme. Comme une cinquantaine de collectivités de toutes échelles, chacun peut la faire sienne et en honorer les principes. La chanson 'Droit comme un arbre' du groupe 'La caravane passe' feat. Tryo été composée pour diffuser le message de cette déclaration des droits de l'arbre qui se veut optimiste.

## Histoire
L'association est créée en 1994,. 

## Labels

### Arbre remarquable de France

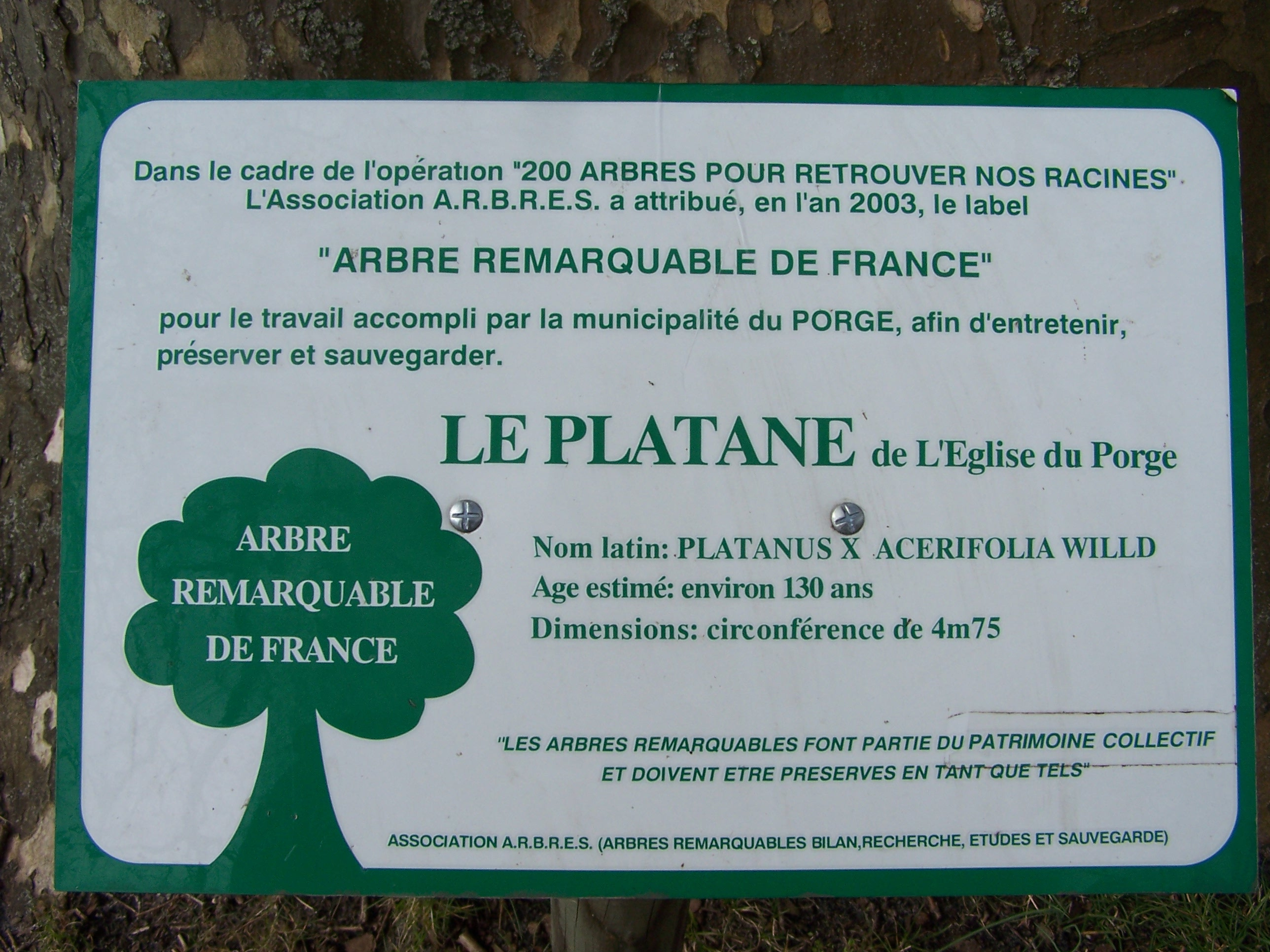
Le label « Arbre Remarquable de France » sur un arbre distingué.

Depuis 2000, l'association attribue le label « Arbre remarquable de France », destiné à distinguer, protéger et promouvoir les principaux arbres remarquables de France,. Les arbres sont labellisés par la commission de l'association selon un cahier des charges prenant en compte les critères remarquables,,,.
Les communes, collectivités territoriales, établissements publics et propriétaires privés qui reçoivent ce label de notoriété protectrice pour un arbre s'engagent, par un accord de partenariat, à entretenir, sauvegarder et mettre en valeur l'arbre distingué, considéré comme patrimoine naturel et culturel. Un livret de conseils d'entretien est remis aux propriétaires des arbres labellisés,.

### Ensemble arboré remarquable
Depuis 2013, les groupements d'arbres remarquables bénéficient du label Ensemble arboré remarquable. Ce deuxième label demande une attention particulière aux systèmes racinaires le long des sentiers de randonnée autour de ces groupements.

## Partenariat
En 2002, l'association A.R.B.R.E.S. et l'Office national des forêts (ONF) noue un accord de partenariat pour une démarche de préservation et de mise en valeur des arbres remarquables sur le territoire français. Le Chêne Cuve, en forêt domaniale de Brotonne, est labellisé en 2007.

## Déclaration des droits de l'arbre
Le 5 avril 2019, elle présente une « Déclaration des droits de l'arbre » lors de son colloque à l'Assemblée nationale co-rédigée avec des experts et personnalités du monde de l'arbre et de la nature, ainsi que des juristes. L'objet est de faire reconnaître pour l'arbre, au niveau du code civil, le droit à sa protection en tant qu'être vivant à part entière, de renforcer sa protection et combattre l’abattage inconsidéré et autres maltraitances.

## Publications
L'association a publié en 2009 un Guide des arbres remarquables de France contenant 478 entrées.
Elle édite pour ses adhérents un bulletin trimestriel intitulé La Feuille d'arbres et une newsletter.